# Camaegeria lychnitis
Camaegeria lychnitis is een vlinder uit de familie wespvlinders (Sesiidae), onderfamilie Sesiinae. De wetenschappelijke naam van deze soort werd voor het eerst geldig gepubliceerd in 2012 door Daniel Bartsch en Jutta Berg.
De soort komt voor in Madagaskar. Het type werd verzameld door J. Berg & D. Bartsch op 22 november 2004 in het Forêt pluviale de Maromiza NR in het district Moramanga (provincie Toamasina) in het oosten van Madagaskar, 18°58'57.7"Z 48°27'51.8"O, en wordt bewaard in het SMNS, Stuttgart, Duitsland.